# 히가시구 (사카이시)
히가시구(일본어: 東区)는 일본 오사카부 사카이시를 구성하는 7개 구 중 하나이다. 사카이시의 동부, 미하라구와 함께 가와치 지역에 위치한다.

## 지리
사카이시 중동부에 위치하고 거의 전역이 평야이다. 주택지 외에 논밭도 많아 관개용 연못이 점재한다. 북서에서 남서로 난카이 전철이, 북동에서 남서로 고속도로와 간선도로가 통과한다. 난카이 고야선 기타노다역 주변이 이 구의 상업의 중심지가 되고 있다. 화창한 전원 지대로 계획적으로 정비된 전원 도시로 불리는 양호한 주택지가 많아 한적한 주택 지역으로 인기가 높다. 특히 기타노다역 주변에는 쇼와 시대 초기의 별장지로 개발된 오미노 전원 도시가 펼쳐져 있고 이 지역은 간사이 유수의 고급 주택가로 알려져 있다. 또한 하쓰시바역 주변도 오미노처럼 일본의 전원 도시 중 하나이다.

## 역사
- 1889년 4월 1일 - 정촌제 시행으로 야카미군 미나미야시모촌, 단난군 히키쇼촌, 오쿠사촌, 노다촌이 성립하였다.
- 1896년 4월 1일 - 미나미카와치군이 성립하였다.
- 1950년 4월 1일 - 미나미카와치군 오쿠사촌, 노다촌이 합병해 미나미카와치군 도미오카정이 성립하였다.
- 1951년 10월 20일 - 미나미카와치군 히키쇼촌이 정으로 승격해 히키쇼정이 성립하였다.
- 1958년 7월 1일 - 미나미카와치군 미나미야시모촌의 서부를 사카이시에, 동부를 미나미카와치군 미하라정에 편입하였다.
- 1958년 10월 20일 - 미나미카와치군 히키쇼정을 사카이시에 편입하였다.
- 1962년 4월 1일 - 미나미카와치군 도미오카정을 사카이시에 편입하였다.
- 2006년 4월 1일 - 사카이시가 정령지정도시로 지정되어 사카이시청 히가시 출장소 관내의 구역에 히가시구를 설치하였다.

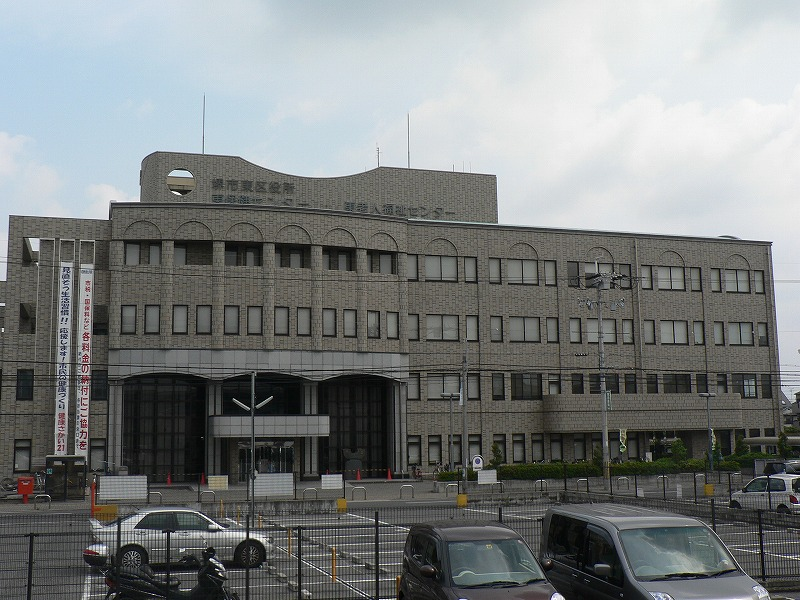
사카이시 히가시구청

## 교통

### 철도
- 난카이 전기 철도
  - 고야선
    - (←기타구 시라사기역)~하쓰시바역~하기하라텐진역~기타노다역~(오사카사야마시 사야마역→)

### 도로
- 한와 자동차도
- 국도 제309호선 (일본)(일본어판)
- 국도 제310호선 (일본)(일본어판)